# Tinodes utchunalinga
Tinodes utchunalinga är en nattsländeart som beskrevs av Schmid 1972. Tinodes utchunalinga ingår i släktet Tinodes och familjen tunnelnattsländor. Inga underarter finns listade i Catalogue of Life.